# Serrania Isabelia
Serrania Isabelia, också Cordillera Isabelia, är en bergskedja i norra Nicaragua. Den separerar avrinningsområdena för floderna Río Coco i norr och Río Grande de Matagalpa i söder. Bergskedjans högsta toppar är från sydväst till nordost: Peñas Blancas (1 745 m.ö.h), Zinica (1 365), El Toro (1 652) och Saslaya (1 641).